# Psyche mitfordella
Psyche mitfordella är en fjärilsart som beskrevs av Chapman 1899. Psyche mitfordella ingår i släktet Psyche och familjen säckspinnare. Inga underarter finns listade.